# Toy Story 2
Toy Story 2 är en amerikansk datoranimerad komedifilm från 1999 i regi av John Lasseter, producerad av Pixar Animation Studios för Walt Disney Pictures. Filmen är en uppföljare till Toy Story från 1995.

## Handling
Den lilla pojken Andy åker till ett läger och hans leksaker Woody, Buzz Lightyear och de andra lämnas ensamma hemma. Den elake leksakssamlaren Al McWhiggin stjäl Woody då det visar sig att Woody är en värdefull samlarleksak. För att få tillbaka Woody lämnar de andra leksakerna huset för att söka efter honom. Under tiden som Woody är hos tjuven träffar han Jessie, Guldgrävaren Pete och Bullseye.

## Om filmen
- Uppföljaren till Toy Story (1995), är regisserad av John Lasseter, Lee Unkrich, och Ash Brannon efter filmmanuskript de själva varit med och skriva tillsammans med bland andra Pete Docter, Andrew Stanton, och Rita Hsiao.
- Filmen är gjord av Pixar som senare gjort bland annat filmerna Hitta Nemo och Superhjältarna. Ett datorspel med samma namn för Microsoft Windows, PlayStation, Nintendo 64 och Dreamcast kom ut i samband med filmens lansering.

## Rollista
| Karaktär         | Engelska röster   | Svenska röster                  |
| ---------------- | ----------------- | ------------------------------- |
| Woody            | Tom Hanks         | Björn Skifs                     |
| Buzz Lightyear   | Tim Allen         | Fredrik Dolk                    |
| Jessie           | Joan Cusack       | Anna Book                       |
| Stinky Pete      | Kelsey Grammer    | Hans Wahlgren                   |
| Mr. Potato Head  | Don Rickles       | Thomas Engelbrektson            |
| Slinky Dog       | Jim Varney        | Guy de la Berg                  |
| Rex              | Wallace Shawn     | Stefan Frelander                |
| Hamm             | John Ratzenberger | Olli Markenros                  |
| Bo Peep          | Annie Potts       | Lena Ericsson                   |
| Mrs. Potato Head | Estelle Harris    | Gunnel Fred                     |
| Al McWhiggin     | Wayne Knight      | Lars Dejert                     |
| Andy             | John Morris       | Leo Hallerstam                  |
| Andys mamma      | Laurie Metcalf    | Gizela Rasch                    |
| Sergeanten       | R. Lee Ermey      | Mikael Roupé                    |
| Barbie           | Jodi Benson       | Annika Rynger                   |
| Rensaren Geri    | Jonathan Harris   | Sten Johan Hedman               |
| Wheezy           | Joe Ranft         | Andreas Nilsson                 |
| Zurg             | Andrew Stanton    | Adam Fietz                      |
| Rymdisarna       | Jeff Pidgeon      | Kristian Ståhlgren Håkan Mohede |